# Малыш (телесериал)
«Малыш» (англ. The Baby) — американо-британский телесериал в жанре комедии ужасов, созданный Люси Геймер и Сиан Робинс-Грэйс и транслируемый на американском телеканале HBO в 2022 году. После финала 1 сезона в июле 2022 года HBO закрыл сериал.

## Сюжет
В центре сюжета находится 38-летняя женщина по имени Наташа, которая совершенно неожиданно получает ребёнка. С появлением младенца жизнь женщины меняется и теперь её беззаботной и весёлой жизни приходит конец. Но вскоре становится понятно, что младенец очень опасен, так как он мастерски манипулирует Наташей и обладает таинственными и очень опасными способностями. Из-за этого жизнь Наташи превращается в настоящий кошмар. Кто же такой этот младенец на самом деле? Чего он хочет? Сможет ли Наташа противостоять его влиянию и вновь обрести свободу и спокойствие?

## В ролях

### Главные
- Мишель де Сварт — Наташа Уилльямс, 38-летняя женщина, которая никогда не строила планов на будущее и внезапно забеременела.
- Амира Хазалла — Миссис Ивз/Нур, 73-летняя женщина, прожившая 50 лет своей жизни в машине.
- Эмбер Грэппи — Бобби Уилльямс, младшая сестра Наташи, которая мечтает стать матерью.
- Элби Хиллз и Артур Хиллз — Младенец, который переворачивает жизнь Наташи с ног на голову.

### Второстепенные
- Шинейд Кьюсак — Барбара Уилльямс, мать Наташи и Бобби.
- Патрис Найамбана — Лайл Уилльямс, муж Барбары и отец Наташи и Бобби.

## Сезоны
| Сезон | Серии | Серии | Даты показа    | Даты показа     |
| Сезон | Серии | Серии | Первая серия   | Последняя серия |
| ----- | ----- | ----- | -------------- | --------------- |
| 1     | 8     | 8     | 24 апреля 2021 | 12 июня 2022    |

## Эпизоды

### Сезон 1(2022)
| № общий | № в сезоне | Название                       | Режиссёр      | Автор сценария                         | Дата премьеры  | Зрители в США (млн) |
| --- | ---------- | ------------------------------ | ------------- | -------------------------------------- | -------------- | ------------------- |
| 1 | 1          | «Прибытие» «The Arrival»       | Николь Кэссел | Сиан Робинс-Грэйс                      | 24 апреля 2022 | 0.116               |
| Расстроенная Наташа отправляется в отдалённую хижину, чтобы прийти в себя после того, как другая её подруга неожиданно сообщает о своей беременности, но сталкивается именно с тем, от чего она хотела сбежать: с ребёнком.                                                             |            |                                |               |                                        |                |                     |
| 2 | 2          | «Соблазнение» «The Seduction»  | Стэйси Грегг  | Сиан Робинс-Грэйс                      | 1 мая 2022     | 0.130               |
| Необъяснимым образом воссоединившись с ребёнком, Наташа пытается найти его мать и обнаруживает тревожную закономерность в событиях на флешке. После того, как её друзья ещё больше запутывают ситуацию, Наташа обращается за помощью к своей сестре Бобби, с которой давно не общалась. |            |                                |               |                                        |                |                     |
| 3 | 3          | «Бульдозер» «The Bulldozer»    | Стэйси Грегг  | Софи Гудхарт                           | 8 мая 2022     | 0.170               |
| Несмотря на шокирующее решение миссис Ивз, Наташа готова на всё в обмен на её помощь. Бобби и её партнёр Сэм готовятся к важной встрече с социальным работником, занимающимся вопросами усыновления.                                                                                    |            |                                |               |                                        |                |                     |
| 4 | 4          | «Мать» «The Mother»            | Фараз Шариат  | Сьюзэн Сун Хи Стэнтон                  | 15 мая 2022    | 0.132               |
| Теперь, когда ребёнок в руках Бобби, Наташа должна воссоединиться со своей матерью Барбарой, которую она не видела 15 лет. Бобби обнаруживает в себе невероятную способность укладывать ребёнка спать. Тем временем Наташа сталкивается с непростой историей своей семьи.               |            |                                |               |                                        |                |                     |
| 5 | 5          | «Малыш» «The Baby»             | Фараз Шариат  | Кара Смит                              | 22 мая 2022    | 0.115               |
| Пока Наташа и миссис Ивз остаются в ловушке ритуала летнего солнцестояния Барбары, раскрывается запутанная история ребёнка, его связь с миссис Ивз и полный травм путь к Наташе. |            |                                |               |                                        |                |                     |
| 6 | 6          | «Ярость» «The Rage»            | Фараз Шариат  | Анчули Фелиция Кинг                    | 29 мая 2022    | 0.091               |
| Отчаявшись покинуть «Дом Юпитера», Наташа, Бобби и миссис Ивз обнаруживают, что их планам мешает хаос и разрушения, устроенные внезапно одержимыми детьми. Бобби получает долгожданный звонок от социального работника.                                                                 |            |                                |               |                                        |                |                     |
| 7 | 7          | «Проклятие» «The Curse»        | Элла Джонс    | Сиан Робинс-Грэйс, Софи Гудхарт        | 5 июня 2022    | 0.087               |
| В последней отчаянной попытке снять проклятие сильно ослабевшая, но полная решимости миссис Ивз отправляется вместе с Наташей на поиски Джека. Бобби изо всех сил старается собраться с мыслями перед повторным прослушиванием с Сэмом.                                                 |            |                                |               |                                        |                |                     |
| 8 | 8          | «Одержимость» «The Possession» | Элла Джонс    | Сиан Робинс-Грэйс, Анчули Фелиция Кинг | 12 июня 2022   | 0.093               |
| Наташа принимает окончательное решение относительно ребёнка на фоне растущей обеспокоенности её отца Лайла, Бобби и миссис Ивз, которые пытаются ей помочь. |            |                                |               |                                        |                |                     |

## Производство

### Разработка
В августе 2020 года стало известно, что телеканал HBO заказал 1 сезон хоррор-сериала «Малыш», состоящий из 8 эпизодов. Сиан Робинс-Грэйс, Джейн Фезерстоун, Кэролин Штраусс и Наоми Де Пир были назначены исполнительными продюсерами будущего сериала, в то время как должность главного продюсера заняла Люси Геймер. Продюсированием сериала занимались компании HBO, Sky Atlantic, Sister Pictures и Gaymer’s Proverbial Pictures. Николь Кэссел присоединилась к проекту в декабре 2020 года в качестве режиссёра и исполнительного продюсера. Также, должности режиссёров заняли Стэйси Грегг, Фараз Шариат и Элла Джонс.

### Сценарий
Софи Гудхарт, Кара Смит, Анчули Фелиция Кинг и Сьюзэн Сун Хи Стэнтон выступают сценаристами сериала. Должность продюсера-консультанта заняла Биша К. Али.

### Кастинг
В июне 2021 года актриса Мишель де Сварт была утверждена на главную роль. Также, на центральные роли были выбраны Амира Хазалла и Эмбер Грэппи. В феврале 2022 года к актёрскому касту также присоединились Шинейд Кьюсак, Патрис Найамбана, Дивиан Ладва, Карл Дэвис и Шворн Маркс.

### Съёмки
Съёмки сериала стартовали 31 мая 2021 года в Великобритании и завершились 21 ноября 2021 года.

### Музыка
Лукреция Дальт была назначена главным композитором сериала. Пит Сэвилл и Зои Брайант заняли должности музыкальных руководителей, в то время как Эд Гамильтон выступил звукорежиссёром.

## Релиз
Премьера «Малыша» состоялась 24 апреля 2022 года на телеканале HBO. Финал первого сезона вышел 12 июня того же года.

## Критика
На сайте-агрегаторе Rotten Tomatoes сериал имеет высокий рейтинг в 72 % одобрения на основе 32 рецензий со стороны критиков. Консенсус сайта гласит: «Тон „Малыша“ может быть таким же неустойчивым, как касающаяся кроватка, но его дерзкая природа комедии и хоррора заслуживает того, чтобы на него обратили внимание».
На сайте Metacritic сериал имеет высокий уровень одобрения в 71 балл из 100 на основе 9 рецензий критиков, что указывает на «в целом положительные отзывы».